# Clásica Brujas-La Panne 2022
La 46.ª edición de la clásica ciclista Clásica Brujas-La Panne (llamado oficialmente: Minerva Classic Brugge-De Panne) fue una carrera en Bélgica que se celebró el 23 de marzo de 2022 sobre un recorrido de 207,9 kilómetros con inicio en la ciudad de Brujas y final en el municipio de De Panne. 
La carrera formó parte del UCI WorldTour 2022, calendario ciclístico de máximo nivel mundial, siendo la octava carrera de dicho circuito y fue ganada por el belga Tim Merlier del Alpecin-Fenix. Completaron el podio, como segundo y tercer clasificado respectivamente, el neerlandés Dylan Groenewegen del BikeExchange Jayco y el francés Nacer Bouhanni del Arkéa Samsic.

## Recorrido
La salida se encuentra en la ciudad de Brujas y final en el municipio De Panne en la provincia de Flandes Occidental sobre una distancia de 207,9 kilómetros. El recorrido incluyó 6 tramos llanos de pavé y 5 muros, algunos de ellos con zonas adoquinadas:

## Equipos participantes
Tomaron parte en la carrera 25 equipos: 17 de categoría UCI WorldTeam y 8 de categoría UCI ProTeam. Formaron así un pelotón de 168 ciclistas de los que acabaron 154. Los equipos participantes fueron:
| WorldTeams (16)- Astana Qazaqstan Team - Bahrain Victorious - Bora-Hansgrohe - Cofidis - EF Education-EasyPost - Groupama-FDJ - Intermarché-Wanty-Gobert Matériaux - Israel-Premier Tech - Jumbo-Visma - Lotto-Soudal - Movistar Team - Quick-Step Alpha Vinyl - BikeExchange-Jayco - Team DSM - Trek-Segafredo - UAE Team Emirates ProTeams (8)- Alpecin-Fenix - Arkéa-Samsic - B&B Hotels-KTM - Bardiani-CSF-Faizanè - Bingoal Pauwels Sauces WB - Sport Vlaanderen-Baloise - TotalEnergies - Uno-X Pro Cycling Team |
| |

## Clasificación final
- La clasificación finalizó de la siguiente forma:[4]

| \| Clasificación general \| Clasificación general \| Clasificación general \| Clasificación general \| Clasificación general \| \| Ciclista \| Ciclista \| Equipo \| Tiempo \| \| \| --------------------- \| --------------------- \| --------------------- \| --------------------- \| --------------------- \| \| 1.º \| Tim Merlier \| Alpecin-Fenix \| 4 h 45 min 41 s \| \| \| 2.º \| Dylan Groenewegen \| BikeExchange-Jayco \| + 0 s \| \| \| 3.º \| Nacer Bouhanni \| Arkéa-Samsic \| + 0 s \| \| \| 4.º \| Max Walscheid \| Cofidis \| + 0 s \| \| \| 5.º \| Olav Kooij \| Jumbo-Visma \| + 0 s \| \| \| 6.º \| Arnaud Démare \| Groupama-FDJ \| + 0 s \| \| \| 7.º \| Simone Consonni \| Cofidis \| + 0 s \| \| \| 8.º \| Arnaud De Lie \| Lotto-Soudal \| + 0 s \| \| \| 9.º \| Jasper Stuyven \| Trek-Segafredo \| + 0 s \| \| \| 10.º \| Heinrich Haussler \| Bahrain Victorious \| + 0 s \| \| |                   |                    |                 |
| |                   |                    |                 |
| Fuente: ProCyclingStats |                   |                    |                 |
| Clasificación general |                   |                    |                 |
| Ciclista | Ciclista          | Equipo             | Tiempo          |
| 1.º | Tim Merlier       | Alpecin-Fenix      | 4 h 45 min 41 s |
| 2.º | Dylan Groenewegen | BikeExchange-Jayco | + 0 s           |
| 3.º | Nacer Bouhanni    | Arkéa-Samsic       | + 0 s           |
| 4.º | Max Walscheid     | Cofidis            | + 0 s           |
| 5.º | Olav Kooij        | Jumbo-Visma        | + 0 s           |
| 6.º | Arnaud Démare     | Groupama-FDJ       | + 0 s           |
| 7.º | Simone Consonni   | Cofidis            | + 0 s           |
| 8.º | Arnaud De Lie     | Lotto-Soudal       | + 0 s           |
| 9.º | Jasper Stuyven    | Trek-Segafredo     | + 0 s           |
| 10.º | Heinrich Haussler | Bahrain Victorious | + 0 s           |

## Ciclistas participantes y posiciones finales
Convenciones:
- AB: Abandono
- FLT: Retiro por llegada fuera del límite de tiempo
- NTS: No tomó la salida
- DES: Descalificado o expulsado

## UCI World Ranking
La Clásica Brujas-La Panne otorgó puntos para el UCI World Ranking para corredores de los equipos en las categorías UCI WorldTeam, UCI ProTeam y Continental. Las siguientes tablas son el baremo de puntuación y los diez corredores que obtuvieron más puntos:
| Posición   | 1.º | 2.º | 3.º | 4.º | 5.º | 6.º | 7.º | 8.º | 9.º | 10.º | 11.º | 12.º | 13.º | 14.º | 15.º-20.º | 21.º-30.º | 31.º-50.º | 51.º-55.º | 56.º-60.º |
| Puntuación | 300 | 250 | 215 | 175 | 120 | 115 | 95  | 75  | 60  | 50   | 40   | 35   | 30   | 25   | 20        | 12        | 5         | 2         | 1         |

| Clasificación |                   |                    |        |
| Posición      | Ciclista          | Equipo             | Puntos |
| ------------- | ----------------- | ------------------ | ------ |
| 1.º           | Tim Merlier       | Alpecin-Fenix      | 300    |
| 2.º           | Dylan Groenewegen | BikeExchange-Jayco | 250    |
| 3.º           | Nacer Bouhanni    | Arkéa Samsic       | 215    |
| 4.º           | Max Walscheid     | Cofidis            | 175    |
| 5.º           | Olav Kooij        | Jumbo-Visma        | 120    |
| 6.º           | Arnaud Démare     | Groupama-FDJ       | 115    |
| 7.º           | Simone Consonni   | Cofidis            | 95     |
| 8.º           | Arnaud De Lie     | Lotto Soudal       | 75     |
| 9.º           | Jasper Stuyven    | Trek-Segafredo     | 60     |
| 10.º          | Heinrich Haussler | Bahrain Victorious | 50     |